# Zuidelijke topoogprikken
Zuidelijke topoogprikken (Mordaciidae) zijn een familie van kaakloze vissen (Agnatha).

## Taxonomie
De volgende geslachten zijn bij de familie ingedeeld:
- Mordacia Gray, 1851
  - Mordacia lapicida - Gray, 1851
  - Mordacia mordax - Richardson, 1846
  - Mordacia praecox - Potter, 1968